# Reichstädt

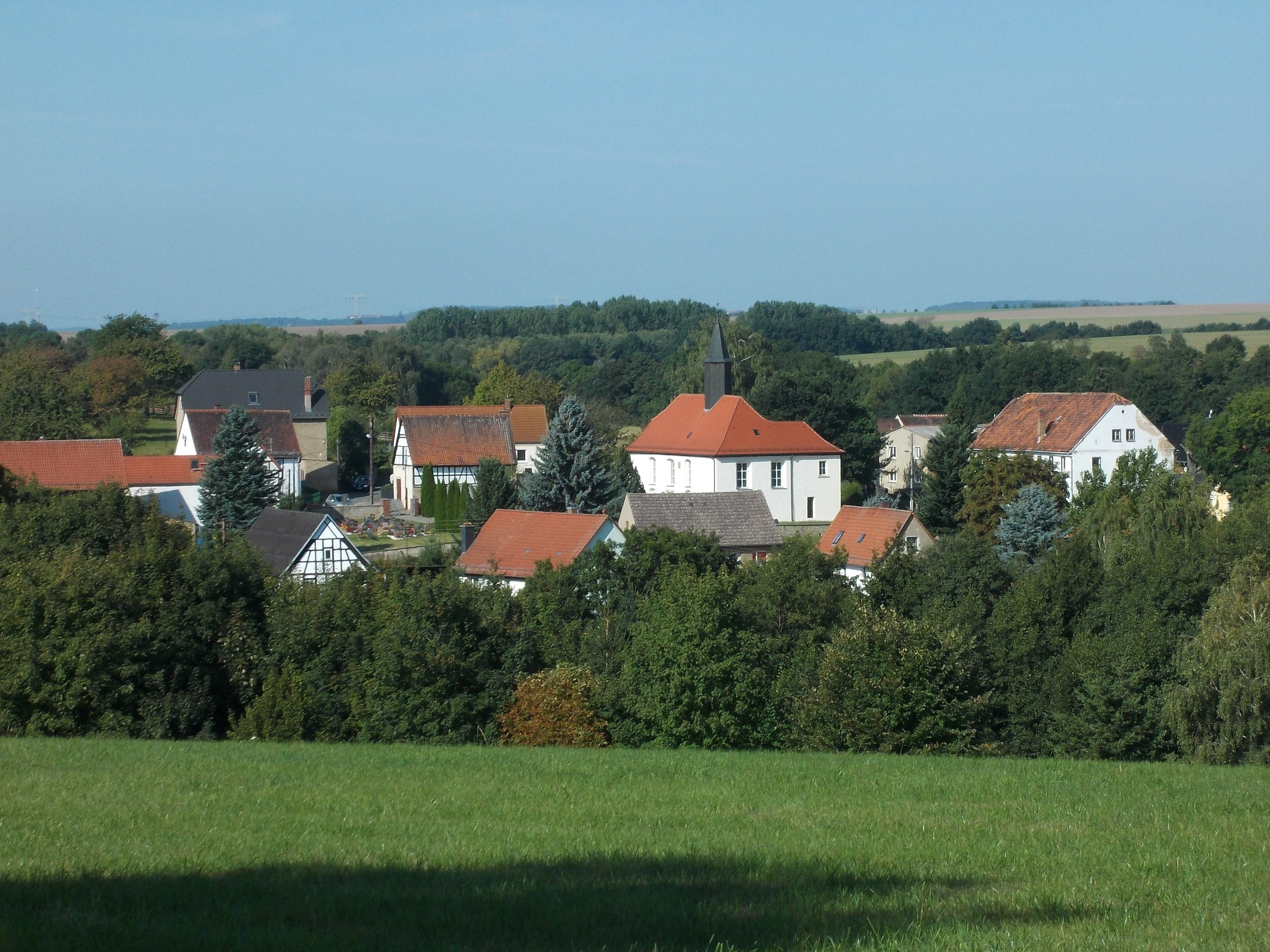
Reichstädt von Südosten

Reichstädt ist eine Gemeinde im thüringischen Landkreis Greiz. Sie ist Mitglied der Verwaltungsgemeinschaft Am Brahmetal.

## Geographie

### Lage
Das Dorf Reichstädt liegt am Südwestrand des Altenburg-Zeitzer-Lösshügellandes nördlich der Bundesautobahn 4.

### Nachbargemeinden
Angrenzende Gemeinden sind Bethenhausen, Großenstein und Pölzig im Landkreis Greiz, Löbichau und der Stadt Schmölln im Landkreis Altenburger Land sowie die zum sachsen-anhaltischen Burgenlandkreis gehörende Gemeinde Schnaudertal.

### Gemeindegliederung
Die Gemeinde besteht aus den zwei Ortsteilen Reichstädt und Frankenau mit dem Ort Thal.

## Geschichte
Im Juli 1256 wurde das Dorf Reichstädt erstmals urkundlich erwähnt. Reichstädt gehörte zum wettinischen Amt Altenburg, welches ab dem 16. Jahrhundert aufgrund mehrerer Teilungen im Lauf seines Bestehens unter der Hoheit folgender Ernestinischer Herzogtümer stand: Herzogtum Sachsen (1554 bis 1572), Herzogtum Sachsen-Weimar (1572 bis 1603), Herzogtum Sachsen-Altenburg (1603 bis 1672), Herzogtum Sachsen-Gotha-Altenburg (1672 bis 1826). Wann die Kirche gebaut wurde, ist nicht bekannt. Bei der Neuordnung der Ernestinischen Herzogtümer im Jahr 1826 kam der Ort wiederum zum Herzogtum Sachsen-Altenburg. Nach der Verwaltungsreform im Herzogtum gehörte Reichstädt bezüglich der Verwaltung zum Ostkreis (bis 1900) bzw. zum Landratsamt Ronneburg (ab 1900). Das Dorf gehörte ab 1918 zum Freistaat Sachsen-Altenburg, der 1920 im Land Thüringen aufging. 1922 kam Reichstädt zum Landkreis Gera.
Am 1. Juli 1950 wurde Frankenau eingemeindet, welches mit dem ehemaligen Ort Thal verschmolz. Bei der zweiten Kreisreform in der DDR wurden im Juli 1952 die bestehenden Länder aufgelöst und die Landkreise neu zugeschnitten. Somit kam die Gemeinde Reichstädt zunächst mit dem Kreis Schmölln an den Bezirk Leipzig. Im Dezember 1952 erfolgte die Umgliederung der Gemeinde Reichstädt und ihrer Ortsteile zum Kreis Gera-Land im Bezirk Gera, der seit 1990 als Landkreis Gera zu Thüringen gehörte und bei der thüringischen Kreisreform 1994 im Landkreis Greiz aufging.

### Einwohnerentwicklung
Entwicklung der Einwohnerzahl (31. Dezember):
| - 1994 – 399 - 1995 – 412 - 1996 – 415 - 1997 – 426 - 1998 – 408 - 1999 – 413 - 2000 – 406 | - 2001 – 424 - 2002 – 414 - 2003 – 413 - 2004 – 413 - 2005 – 402 - 2006 – 395 - 2007 – 388 | - 2008 – 380 - 2009 – 377 - 2010 – 375 - 2011 – 374 - 2012 – 364 - 2013 – 361 - 2014 – 367 | - 2015 – 348 - 2016 – 341 - 2017 – 343 - 2018 – 339 - 2019 – 332 - 2020 – 332 - 2021 – 337 | - 2022 – 338 - 2023 – 329 |

Datenquelle: Thüringer Landesamt für Statistik

## Politik

### Bürgermeister
Bürgermeister ist seit 2019 Henryk Mäder, der in dem Jahr als einziger Kandidat angetreten war. Sein Vorgänger war seit 2009 Hartmut Stötzner. Er wurde am 15. Februar 2015 mit 56,9 % der gültigen Stimmen bei einer Wahlbeteiligung von 74,8 % im Amt bestätigt. Vorherige Bürgermeisterin war Petra Kirmse.

### Gemeinderat
Seit der Kommunalwahl am 25. Mai 2014 setzt sich der Gemeinderat wie folgt zusammen:
- Wählergruppe Sprottetal: 4 Sitze (±0)
- Pro Ländlicher Raum: 2 Sitze (±0)

Die Wahlbeteiligung lag bei 68,8 % (+0,4 %p).

### Wappen
Blasonierung: „In Silber eine stilisierte rote Linde, im Schildfuß die charakteristische Biegung des Dorfbaches „Sprotte“.“

### Flagge
Die Flagge der Gemeinde ist blau mit weißen Flanken (1:2:1) und trägt das Gemeindewappen.

## Wirtschaft und Infrastruktur

### Verkehr

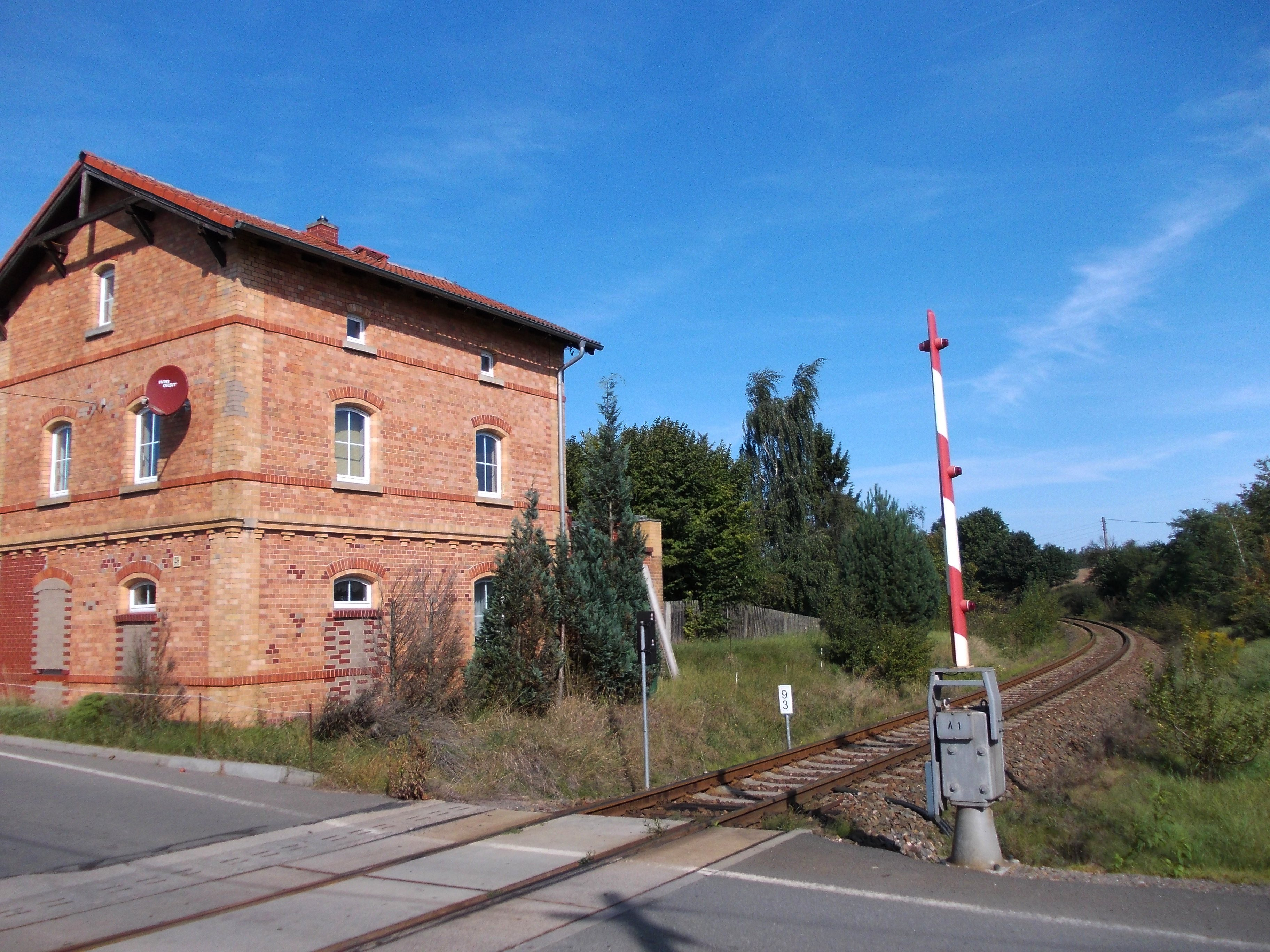
Ehemalige Haltestelle Reichstädt, vormals Frankenau, Empfangsgebäude

Die Kreisstraße 112 erschließt die Gemeinde Reichstädt verkehrsmäßig. Reichstädt liegt an der Bahnstrecke Meuselwitz–Ronneburg. Zwischen 1887 und 1972 wurde die Haltestelle Reichstädt (bis 1953 Haltestelle Frankenau) im Personenverkehr bedient.

### Wasserver- und Abwasserentsorgung
Die Gemeinde Reichstädt ist Mitglied im Zweckverband Wasser / Abwasser Mittleres Elstertal. Dieser übernimmt für die Gemeinde die Trinkwasserversorgung und Abwasserentsorgung.